# (756) Lilliana
(756) Lilliana – planetoida z pasa głównego asteroid okrążająca Słońce w ciągu 5 lat i 264 dni w średniej odległości 3,2 au. Została odkryta 26 kwietnia 1908 roku w Taunton (Massachusetts) przez Joela Metcalfa. Nazwa pochodzi od imienia siostry amerykańskiego astronoma Harlowa Shapleya i została nadana w 1926 roku. Przed jej nadaniem planetoida nosiła oznaczenie tymczasowe (756) 1908 DC.